# Isoflavona
Les isoflavones comprenen una classe de compostos orgànics, que sovint es troben a la natura, relacionats amb els isoflavonoides. Molts d'ells actuen com fitoestrògenss en els mamífers. Essent productes fitoquímics, són capaços de ser qualificats d'antioxidants per la seva capacitat d'atrapar oxigen en estat singlet.
Algunes isoflavones, en particular les isoflavones de la soia, quan s'han estudiat en poblacions que mengen proteïna de la soia, han mostrat una menor incidència de càncer de pit i altres càncers comuns pel seu paper en influenciar el metabolisme de les hormones sexuals i la seva activitat biòlògica sobre els enzims intracel·lulars, síntesi de proteïnes accions sobre els factors de creixement, proliferació de cèl·lules malignes, diferenciació i angiogènesi.
Les isoflavones les produeixen gairebé exclusivament les plantes de la família fabàcia (o lleguminoses).

## Química
Les isoflavones d'interès nutritiu són derivats substituïts de l'isoflavona per substitució de dos o tres àtoms d'hidrogen pel grup hidroxil.

Isoflavona. Genisteïna (5-OH, 7-OH, 4'-OH) o daidzeina (7-OH, 4'-OH)

 L'isoflavona difereix de la flavona (2-fenil-4H-1-benzopir-4-ona) en la ubicació del grup fenil.
Les llavors de soia són la font més comuna d'isoflavones en l'alimentació humana. Les principals isoflavones de la soia són la genisteïna i la daidzeina. La via fenil propanoide de síntesi d'isoflavones comença amb l'aminoàcid fenilanina, que passant per la naringenina, es converteix en l'isoflavona genisteïna mitjançant dos enzims específics. Una altra naringenina es converteix en l'isoflavona daidzeina amb altres enzims específics. Les plantes fan servir les isoflavones i els seus derivats com els compostos de la fitoalexina per lluitar contra els patògens de fongs i altres microbis. A més á soia fa servir les isoflavones per estimular els microbis de fixació del nitrogen (rhizobium) i formar els nòduls d eles arrels.

## Lloc on es troben
La majoria dels memebres de la família fabàcia tenen quantitats significatives d'isoflavones. En la planta del gènere psoralea (Psoralea corylifolia) s'han trobat els nivells més alts de genisteïna id daidzeina. En diverses lleguminoses incloent-hi la soia (Glycine max L.), mongetera comuna (Phaseolus vulgaris L.), brots d'alfals
(‘'Medicago sativa L.), brots de mongeta mung (Vigna radiata L.), arrel de kudzu (Pueraria lobata L.), i inflorescència del trèvol de prat i brots del trèvol (Trifolium pratense L.)s'ha estudiat la seva activitat estrogènica. El tofu i altres aliments molt processats fets de plantes lleguminoses mantene gran part del seu contingut d'isoflavones, amb l'excepció del miso en el qual s'hi incrementen.
Altres fonts dietètiques d'isoflavones inclouen el cigró (biochanina A), alfals (formononetina, coumestrol), i cacauet (genisteïna).

## Efectes en la salut
Degut a la diversitat en les isoflavones poden tenir diversos efectes en la salut. Isoflavones com la genisteïna i daidzeina, són capaces de prevenir el creixement de receptors de les cèl·lules canceroses en el pit (in vitro). Ja a la dècada de 1940 es va observar a Austràlia que en les ovelles alimentades amb trèvol de prat (planta amb moltes isoflavones) en disminuïa la fertilitat.
També es va veure que en les guatlles alimentades amb plantes lleguminoses altes en isoflavones dels deserts de Califòrni disminuïa la fertilitat.
Els estudis fets amb isoflavona pura indiquen que aquestes poden tenir o bé efectes positius o bé negatius en la fertilitat i la progressió de malalties.
En ratolins les isoflavones poden afectar el sistema immunitari.
Hi pot haver una relació entre la soia i els problemes de salut en certs animals.